# Martin Canin (Maler)
Martin Canin (* 1. Oktober 1927  in New York City; † 19. Juli 2000 in Rhinebeck) war ein US-amerikanischer Maler.
Der in Brooklyn geborene Canin studierte bis 1961 Malerei an der Syracuse University und unterrichtete 25 Jahre lang Illustration an der New Yorker Parsons School of Design. Bis Ende der 1960er Jahre lebte er mit seiner Familie zunächst in Japan, später in Spanien und England. Anschließend kehrte er in die Vereinigten Staaten zurück. Seit 1984 wohnte er in Rhinebeck, Bundesstaat New York, wo er im Jahr 2000 starb.
Seine intensiv farbigen abstrakt geometrischen Kunstwerke stehen  der Farbfeldmalerei (color field art) von Malern wie Barnett Newman und Jack Bush nahe. Sie wurden u. a. im Museum of Modern Art,  der Tate Gallery of Modern Art und der Graham Gallery ausgestellt.